# Randall Shughart

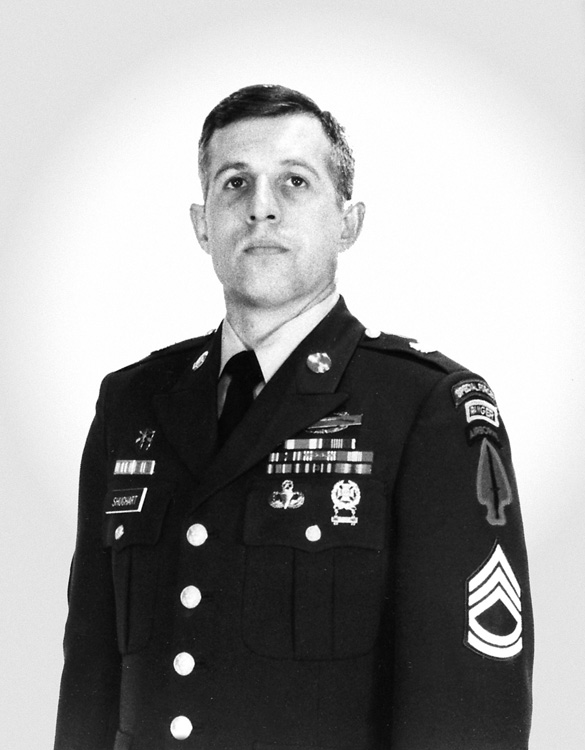
SFC Randy Shughart

Randall „Randy“ David Shughart (* 13. August 1958; † 3. Oktober 1993 in Mogadischu) war ein US-amerikanischer Sergeant First Class der US Army und diente zuletzt in der Delta Force. Er fiel 1993 während der Schlacht von Mogadischu in Somalia. Er ist einer der wenigen US-amerikanischen Soldaten, die seit Ende des Vietnamkrieges die Medal of Honor erhalten haben, die höchste Auszeichnung für Tapferkeit der amerikanischen Streitkräfte.

## Militärische Laufbahn
Shughart, ein Scharfschütze der Delta Force, starb bei einem Gefecht im Rahmen der Operation Gothic Serpent in Mogadischu, als er versuchte, zusammen mit seinem Kameraden Gary Gordon einen abgeschossenen MH-60 „Black Hawk“ und dessen verletzten Piloten Michael J. Durant gegen die zahlenmäßig weit überlegene somalischen Milizen zu verteidigen. Shughart und Gordon, die beide aus der Luft Scharfschützendeckung gaben, baten mehrfach um diesen Auftrag, obwohl keine weitere Unterstützung zu erwarten war und beide nur mit je einem Scharfschützengewehr und einer Pistole bewaffnet waren. Die Absturzstelle wurde überrannt und beide Soldaten wurden getötet. Anschließend wurden ihre nackten Leichen durch die Straßen Mogadischus geschleift und geschändet. Der abgestürzte Pilot geriet in Gefangenschaft und wurde elf Tage später freigelassen.
Randy Shughart und Gary Gordon bekamen für ihren freiwilligen Einsatz die höchste militärische Auszeichnung, die in den Vereinigten Staaten verliehen wird: die Medal of Honor. Sie waren die Ersten, die seit dem Vietnamkrieg mit dieser Auszeichnung (postum) bedacht wurden.

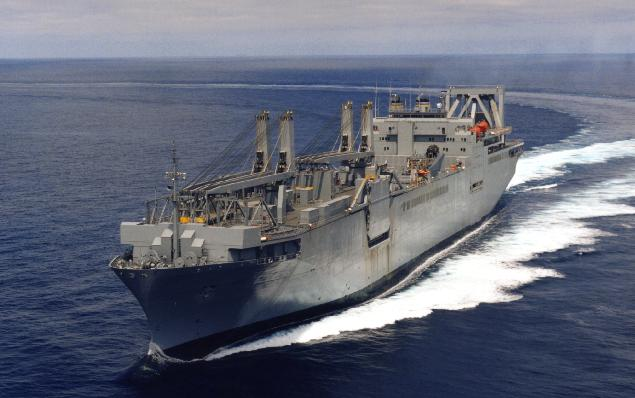
USS Shughart

Die United States Navy benannte 1997 das Transportschiff (LMSR) USNS Shughart nach ihm.

### Weitere Auszeichnungen
Auswahl der Dekorationen, sortiert in Anlehnung der Order of Precedence of Military Awards:
- Medal of Honor
- Purple Heart
- Meritorious Service Medal
- Army Commendation Medal
- Army Achievement Medal (2 x)
- National Defense Service Medal

## Trivia
In dem Film Black Hawk Down, der auf den Begebenheiten in Mogadischu basiert, wurde er von Johnny Strong dargestellt.